# Akçakoca

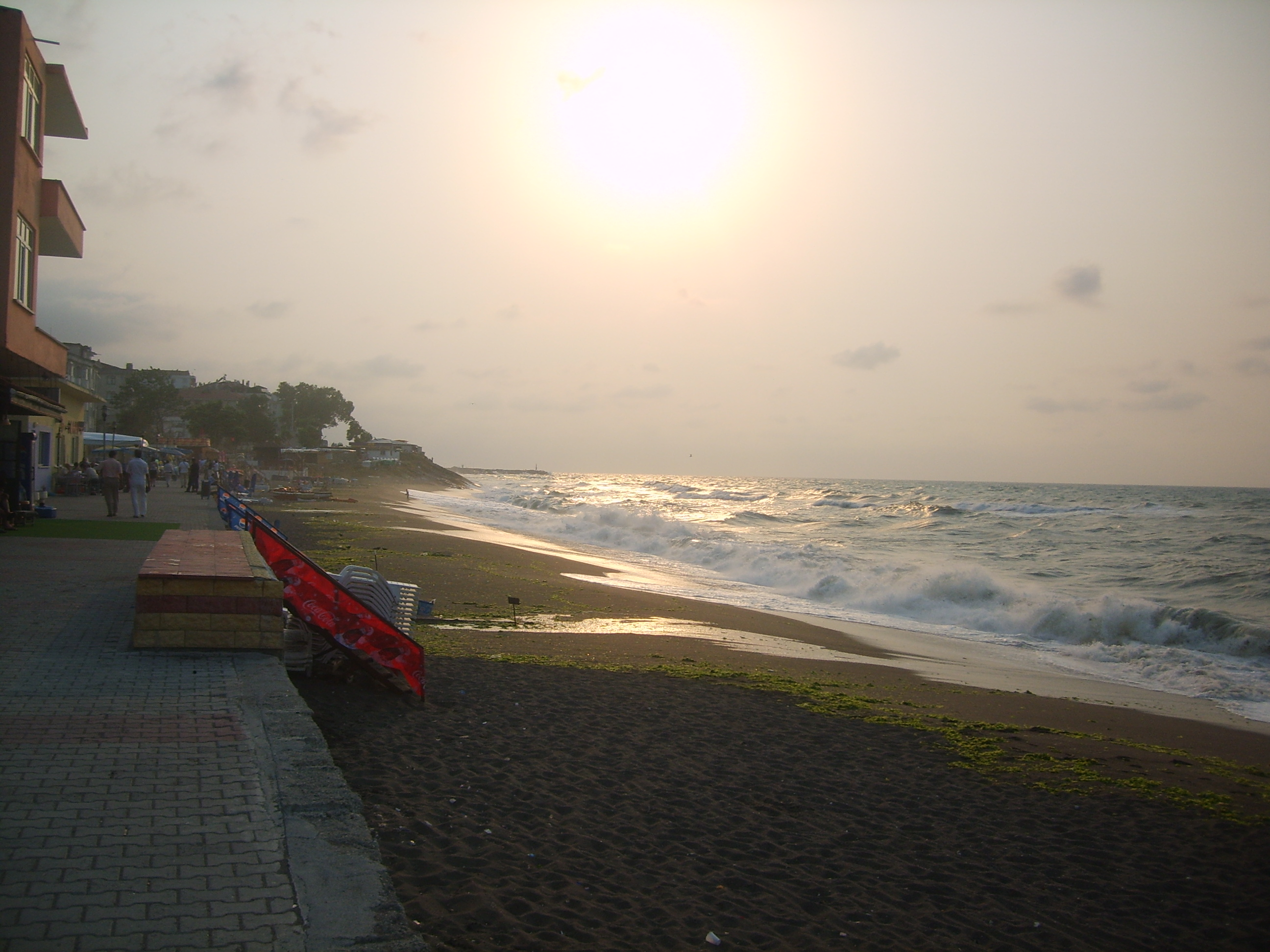
Strand in Akçakoca

Akçakoca ist eine Stadt und ein Landkreis der türkischen Provinz Düzce. Der Ort liegt etwa 30 Kilometer nördlich der Provinzhauptstadt Düzce am Schwarzen Meer. Die Stadt beherbergt etwa 70 Prozent der Landkreisbevölkerung.
Der Landkreis liegt im Norden der Provinz. Er grenzt im Osten an die Provinz Zonguldak, im Süden an Yığılca, an den zentralen Landkreis, an Çilimli und Cumayeri, im Westen an die Provinz Sakarya und im Norden ans Schwarze Meer. Die Fernstraße D010, die im Westen bei Karasu beginnt und nach Osten der Schwarzmeerküste über Zonguldak, Sinop, Samsun und Trabzon bis zur georgischen Grenze folgt, durchquert die Stadt und den Landkreis. Im Osten der Kreisstadt zweigt davon die nach Düzce führende D655 ab. Im Süden des Landkreises liegt der Bergzug der Akçakoca Dağları, der sich im Osten bis nach Zonguldak zieht. Im Westen schließt sich daran der 1152 Meter hohe Kaplandede Dağı an, von beiden fließen kleinere Flüsse nach Norden ins Meer. Nahe dem Dorf Aktaş, etwa sieben Kilometer südwestlich von Akçakoca, bilden sie sehenswerte Wasserfälle. Die westliche Grenze zu Sakarya folgt etwa dem Fluss Melen Çayı.
Der Landkreis besteht seit 1934 und umfasst neben dem Verwaltungszentrum (Merkez) noch 43 Dörfer (Köy), von denen keins über 1000 Einwohner hat. Tepeköy ist mit 722 Einwohnern das größte Dorf. Die durchschnittliche Bevölkerung der Dörfer beträgt 279.
Ende 2020 lag Akçakoca mit 39.229 Einwohnern auf dem 2. Platz der bevölkerungsreichsten Landkreise in der Provinz Düzce. Die Bevölkerungsdichte liegt mit 103 Einwohnern je Quadratkilometer unter dem Provinzdurchschnitt (159 Einwohner je km²).
Bei Akçakoca lag in der Antike der Handelsplatz Dia oder Diospolis, der zur bithynischen Stadt Prusias ad Hypium gehörte.

## Persönlichkeiten
- Yaşar Yakış (1938–2024), türkischer Politiker und Außenminister der Türkei